# Roger Lassale
Roger Lassale, né le 26 août 1935 à Maurs (Cantal) et mort le 12 mai 2025 à Sens,, est un homme politique français.

## Détail des fonctions et des mandats

### Mandat parlementaire
- 21 juin 1981 - 1er avril 1986 : député de la 3e circonscription de l'Yonne.